# Tônlé Sab (rzeka)

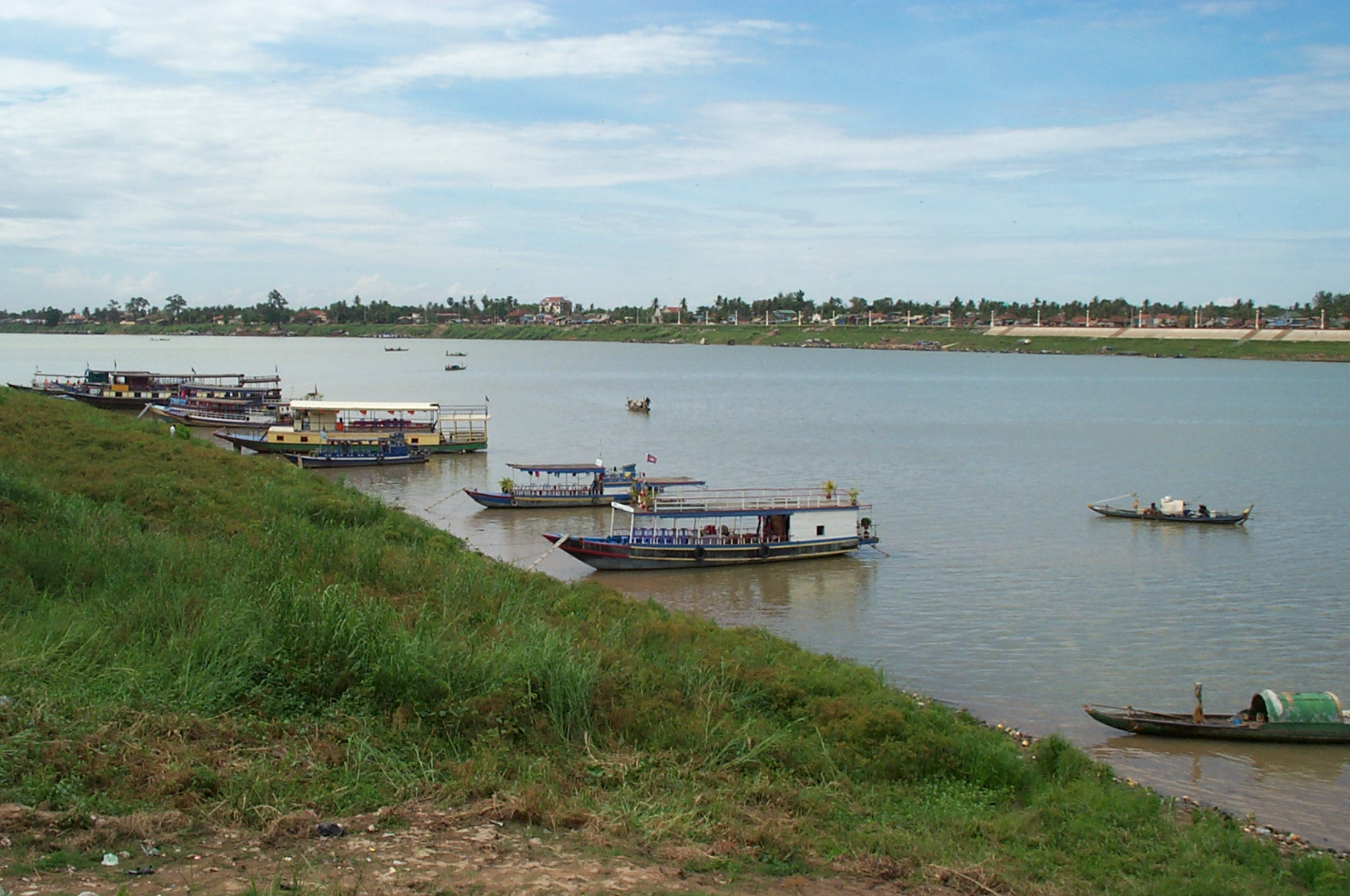
Rzeka Tonle Sap

Tônlé Sab – rzeka w Kambodży, wypływająca z jeziora Tonle Sap. Jej długość wynosi około 110 km. Łączy się z Mekongiem w Phnom Penh i dalej, już jako odnoga Mekongu – Tônlé Basăk, uchodzi do Morza Południowochińskiego. 
Na wiosnę, kiedy w Tybecie topnieją śniegi i Mekong przybiera, masy wód zostają wtłoczone w górę Tônlé Sab, odwracając kierunek biegu rzeki. Poziom wód, wspomagany przez porę deszczową, podnosi się znacznie, a jezioro Tonle Sap powiększa się kilkakrotnie.